# Baulmes

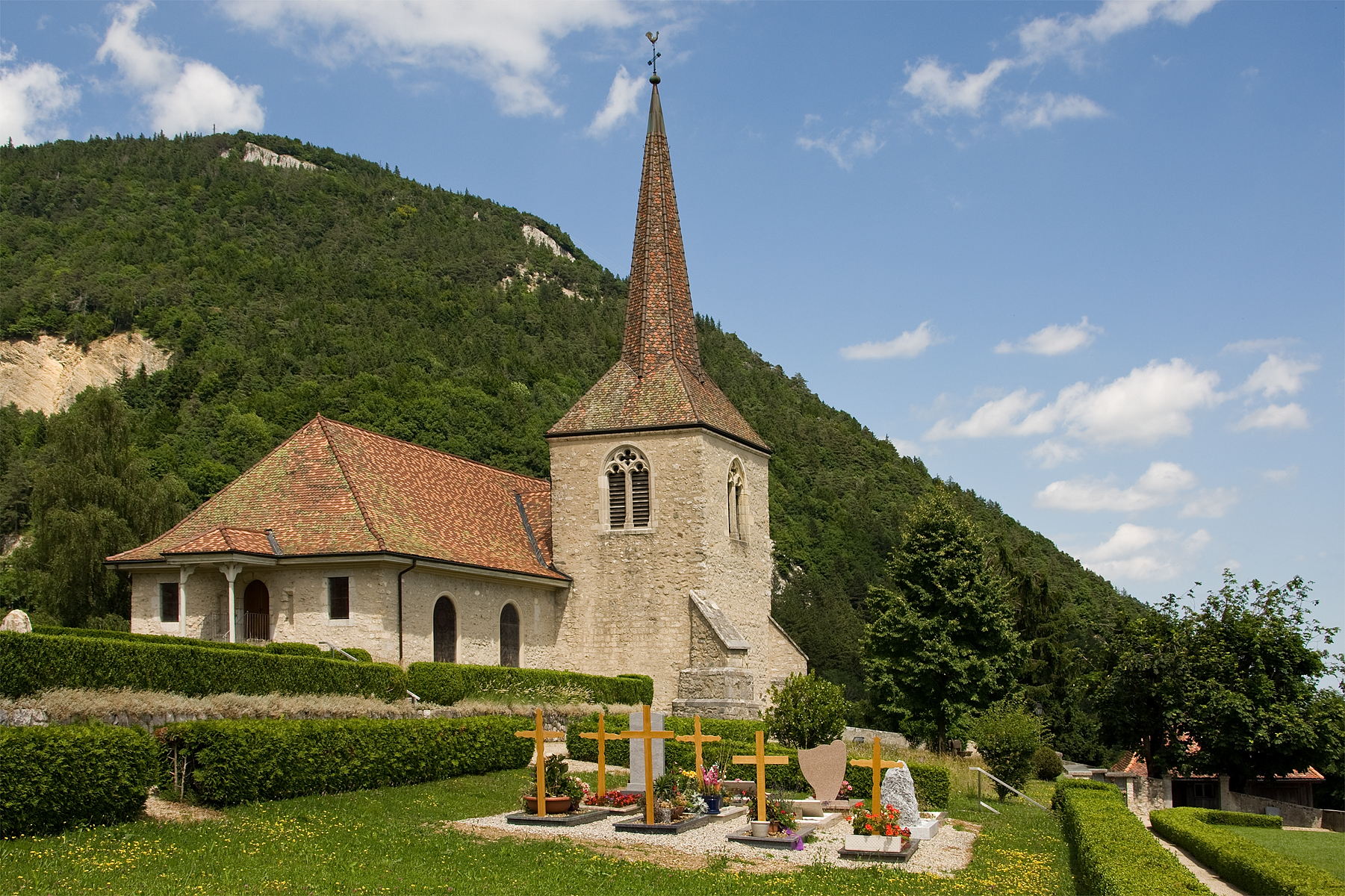
Nhà thờ Baulmes

Baulmes là một đô thị thuộc huyện hành chính Orbe, bang Vaude, Thụy Sĩ. Đô thị này có diện tích 22,53 km2, dân số thời điểm tháng 12 năm 2009 là 976 người.